# Уильям Фиц-Осберн
Уильям (Гильом) Фиц-Осберн (англ. William FitzOsbern, фр. Guillaume Fitz Osbern; около 1020 — 22 февраля 1071) — англонормандский аристократ, сеньор де Бретёй и де Кормей с 1049 года, граф Херефорд с 1067 года, родственник, близкий друг и один из ближайших соратников Вильгельма I Завоевателя, активный участник нормандского завоевания Англии. Владел обширными землями на юго-востоке Нормандии и в середине 1060-х годов при герцогском дворе носил титул «графа дворца».
По легенде, именно Уильям убедил сомневающихся нормандских баронов в реальности завоевания Англии, во время которого был одним из предводителей армии, высадившейся в конце сентября 1066 года на английском побережье, предоставив для неё 60 кораблей, и участвовал в битве при Гастингсе. После коронации Вильгельма английской короной Фиц-Осберн стал правой рукой короля, обладая огромной властью в королевстве. В Англии он получил обширные владения, в основном в Херефордшире, Глостершире и Оксфордшире, и графский титул. Во время отсутствия Вильгельма Уильям вместе с единоутробным братом короля Одо, епископом Байё, управлял Англией, позже он принимал участие в подавлении вспыхивавших против нормандцев мятежей. Поскольку его основные владения располагались вдоль границы с Уэльсом, Уильям выстроил вдоль валлийской границы целый ряд замков, ставшими базой для вторжения в Уэльс. В самом Уэльсе он разбил минимум трёх правителей отобрал много владений в Гвенте для себя и своих людей. Кроме того, он установил зачаточное разделение жителей этих земель на «англичан» и «валлийцев».
В 1071 году Уильям с 10 рыцарями присоединился к французской армии, вторгшейся во Фландрию, во время которого погиб в битве при Касселе. Его владения были разделены между сыновьями.

## Происхождение и молодые годы
Уильям происходил из нормандского рода, связанного родством с правящей нормандской династией. Одна из представительниц этого рода, Гуннора де Крепон, вышла замуж за герцога Ричарда I. Её братом был Эрфарст, оставивший сына Осберна, который был сенешалем Вильгельма I Завоевателя, и был женат на Эмме д’Иври, дочери Рауля д’Иври, графа Байё, единоутробного брата герцога Ричарда I. В этом браке родилось двое сыновей: Гильом (Уильям) и Осберн.
Уильям вырос в герцогском доме и стал близким и самым верным другом юного герцога Вильгельма, период малолетства которого был отмечен борьбой за власть. Одной из таких жертв стал Осберн, убитый между 1038 и 1042 годами Гильомом де Монтгомери. Осберн Фиц-Осберн, брат Уильяма, в 1043 году перебрался в Англию. Он избрал церковную карьеру, став в итоге епископом Эксетера. Уильям же, унаследовавший должность отца, стал единственным наследником отца. Кроме того, после смерти Гуго д’Иври, епископа Байё, брата его матери, юноша унаследовал и владения в Нормандии, ранее принадлежавшие его деду Раулю д’Иври. В итоге его владения, находившиеся на юго-востоке Нормандии, были достаточно обширными. В их центре герцог Вильгельм построил замок Бретёй, управлять которым доверил другу. Уильям стремился развивать город вокруг замка как экономический центр, предоставляя горожанам широкие привилегии.
Источники не сообщают о нём как о выдающемся полководце, хотя Уильям, вероятно, участвовал в каких-то из битв в Нормандии в период 1043—1060 годов, а также сопровождал Вильгельма в походах в Бретань и Мэн. Сохранилось упоминание об участии Фиц-Осберна при осаде Домфрона в 1054 году, когда его послали вместе с Роджером де Монтгомери, чтобы они потребовали от графа Анжу Жоффруа II Мартела объяснений по поводу его похода в Нормандию и захвата Алансона.

## Участие в нормандском завоевании Англии
К середине 1060-х годов Уильям носил титул «граф дворца» (лат. comes palatii), который в своё время использовался при Каролингах. Он долгое время был наместником Вильгельма и принимал деятельное участие во всех делах нормандского герцогства. Уильям имел влияние даже в таких малозначимых делах, как ссора между Ланфранком и королевским клерком. 
Во время нормандского завоевания Англии Уильям был одним из первых и наиболее активных сторонников герцога Вильгельма. По легенде, именно он убедил сомневающихся нормандских баронов в реальности и выгодности этого предприятия. Фиц-Осберн был одним из предводителей армии герцога Вильгельма, высадившейся в конце сентября 1066 года на английском побережье, предоставив для неё 60 кораблей, и участвовал в битве при Гастингсе.
После коронации Вильгельма королём Англии Уильям стал его правой рукой. В первые самые трудные годы нормандского правления он обладал в королевстве огромной властью. При этом его авторитет был основан на безоговорочном доверии Вильгельма Завоевателя к его способностям и лояльности, а не на каком-то формальном положении. При этом трудно подобрать титул, наиболее точно соответствующий его положению. Историки XIX и первой половины XX века называли Фиц-Осберна «граф-палатин», что является переводом титула, который он использовал в Нормандии. Однако в Англии титул графа-палатина появился только в XIII веке. Историк Дэвид Бейтс называл Уильяма «прототипом юстициария». Также в современных источниках для него используется титул «граф Херефорд», что, по мнению историка Кристофера Льюиса, не отображает действительное положение, которое занимал Фиц-Осберн. В 1067 году Вильгельм Завоеватель несомненно присвоил Уильяму графский титул, однако он, как считает Льюис, был не территориальным, а личным. Фиц-Осберн обладал полнотой власти не только в Херефордшире, но и, вероятно, во всех графствах Южной Англии, где ранее графом был Гарольд II Годвинсон. Основным местопребыванием Уильяма был не Херефорд, а Уинчестер.
В отсутствие Вильгельма, отправившегося весной 1067 года в Нормандию, в Англии правителями королевства оставались Фиц-Осберн и Одо, епископ Байё, единоутробный брат короля. Вместе они занимались строительством замков, служившими базой для захвата владений англичан без каких-то ограничений и возможности обжалования. Кроме того, предположительно, именно по совету графа Уильяма король приказал обыскать монастыри на предмет спрятанных там сокровищ.
В отсутствие короля наместники столкнулись с серьёзными проблемами. Своими силами им удалось обеспечить надёжный контроль только в Юго-Восточной Англии, в остальной части страны порядок поддерживали местные магнаты, присягнувшие на верность Вильгельму Завоевателю, однако оставались и крупные землевладельцы, которые подчиняться королю отказались. В итоге вспыхнули мятеж в Херефордшире, где на помощь пришли валлийские князья Бледдин и Риваллон. Но восставшим так и не удалось захватить графство, хотя они и разорили его, после чего отступили с награбленным в Уэльс. Ещё одно восстание вспыхнуло в Кенте, причём мятежники призвали на помощь графа Булони Эсташа, который с большим отрядом высадился в Кенте и захватил Дувр. Уильям Фиц-Осберн и епископ Одо в это время находились к северу от Темзы, но обошлось без их вмешательства: Эсташу не удалось захватить Дуврский замок, а затем его гарнизону удалась удачная вылазка, в результате которой был уничтожены почти все булонцы, а их граф был вынужден бежать, после чего он отплыл из Англии.

## Граф в Англии
Вильгельм после завоевания щедро наградил своих соратников. Уильям получил обширные владения, включая остров Уайт. Основные поместья располагались в Херефордшире, Глостершире и Оксфордшире; также ему принадлежали некоторые поместья в Дорсете, Уилтшире, Беркшире и Вустершире. В основном эти земли ранее принадлежали Гарольду II Годвинсону. Кристофер Льюис считает, что если бы Уильям прожил дольше, то он, вероятно, получил бы ещё больше владений по ходу дальнейшего завоевания Англии. Из полученных им богатств Фиц-Осберн сделал дарения ранее основанным им вместе с женой Аделизой де Тосни аббатств Лир и Кормей. Также он сделал арендаторами своих рыцарей и слуг, хотя при этом обошёл самые крупные семьи из Бретёя.
Поскольку его владения в Херефордшире, располагавшиеся на границе с Уэльсом, сильно пострадали во время правления Эдуарда Исповедника от набегов валлийцев, Уильям поощрял там экономическое развитие, распространив на эти земли привилегии, ранее данные им в Бретёй. При этом во время правление там Гаральда Годвинсона в 1063—1064 годах валлийцам было нанесено несколько поражений. Чтобы обезопасить владения, Уильям начал укреплять границу Уэльсом, выстрои вдоль неё целый ряд замков. При этом часть замков (Монмут, Карисбрук, Клиффорд, Эвиас-Гарольд и Вигмор) он строил из дерева, однако замок Чепстоу сразу стал сооружаться из камня. Эти укрепления стали базой для вторжения в Брихейниог и Гвент, во время которых Уильям разбил как минимум трёх валлийских правителей — Кадугана ап Мейрига и братьев Риса и Маредида ап Оуайн. В итоге Фиц-Осберн отобрал много владений в Гвенте для себя и своих людей и установил зачаточное разделение жителей этих земель на «англичан» и «валлийцев».
Одновременно Уильям продолжал активно служить королю в других частях Англии и Нормандии. В январе 1069 года началось восстание в Нортумбрии, во время которого был убит только что назначенный граф Роберт де Комин. Дальше мятежники захватили Йорк. Получив просьбу о помощи от кастеляна Йоркского замка Уильяма Мале, Вильгельм Завоеватель в начале весны предпринял форсированный марш на Север и рассеял мятежников. Дальше король на Бейл-Хилл, располагавшемся на западном (противоположном от Йорка) берегу реки Уз, возвёл второй деревянный замок. Завершать его строительство он поручил Уильяму Фиц-Осберну, назначенного управлять этой областью.
В августе 1069 года в Северную Англию вторглись датчане, после чего там началось восстание, которое быстро распространилось в Западную, Юго-Западную и Южную Англию. Чтобы подавить его, Вильгельм Завоеватель начал направлять против мятежников отряды, которые возглавляли его приближённые. Одним из таких отрядов возглавили Уильям Фиц-Осберн и бретонский граф Бриан. Их целью было восстановление королевской власти в Корнуолле, Девоне (кроме Эксетера, который к восстанию не присоединился), Дорсете, Сомерсете и Чешире. Сам же король предпринял военную кампанию против мятежного Севера.

## Последние годы и гибель
Кроме успехов в борьбе с валлийцами, Уильям оставался активен на службе у Вильгельма в Англии и Нормандии. Когда в 1068 году вспыхнуло восстание в Шрусбери и Эксетере, Фиц-Осберн вместе с графом Мерсии Эдвином возглавили армию для его подавления. После разграбления в 1069 году Йорка он вместе с королём отправился на север, основав там новый замок. После рождества 1070 года Вильгельм послал Уильяма с королевой Матильдой для управления Нормандией. Вероятно, что это решение было связно с Фландрией, где умер граф Болдуин VI, оставив малолетнего наследника Арнульфа III. В 1071 году он с 10 рыцарями присоединился к французской армии, которую возглавлял король Филипп I, вторгшейся во Фландрию. Целью похода было помочь малолетнему графу против дяди, Роберта Фризского. Там он 22 февраля погиб в битве при Касселе. Его люди доставили тело в Нормандию, где и похоронили в аббатстве Кормей.
Жена Уильяма умерла раньше него и была похоронена в аббатстве Лир. Владения Фиц-Осберна были разделены между двумя сыновьями: старший, Гильом, получил нормандские владения, а младший, Роджер — английские и титул графа Херефорда.

## Образ Уильяма
Вскоре после гибели Уильяма хронист Гильом из Пуатье описывал его мужество, силу характера и мудрые советы. В аббатстве Баттл сохранились две истории, связанные с Фиц-Осберном, которые иллюстрируют его сообразительность и умение убеждать. Согласно одной во время высадки в Певенси герцог Вильгельм упал и порезался, что многие рыцари восприняли как дурное предзнаменование. Однако Уильям убедил их в том, что раз герцог схватил Англию обеими руками и освятил будущее королевство своей кровью, это является залогом успеха. В другом рассказе сообщается, что готовясь к битве при Гастингсе Вильгельм Завоеватель надел кольчугу задом наперёд, что также было воспринято как предзнаменование неудачи. Однако Фиц-Осберн заявил, что вещи, которые были неправильными, будут исправлены победой норманнов.
Историки XII века единодушны в своих похвалах Фиц-Осберну. Так Ордерик Виталий называл его храбрейшим среди норманнов, известный своим остроумием, преданностью, честностью и щедростью, указывая, что норманны «его оплакивали повсюду». Единственное исключение — моралистический рассказ Вильяма Мальмсберийского о том, что Фиц-Осберн в 1071 году намеревался жениться на матери графа Арнульфа и сам править Фландрией. Но даже он называет Уильяма «лучшим среди князей».

## Семья
Жена: Аделиза де Тосни, дочь Рожера II де Тосни и Годехильды.
Дети:
- Гильом де Бретёй (умер около 1103), сеньор де Бретёй с 1071 года[6].
- Роджер де Бретёй (умер после 1087), 2-й граф Херефорд в 1071—1075 годах[6][12].
- Рауль (Родульф), монах в аббатстве Кормей[4].
- Эмма; муж: Ральф II де Гоэль (около 1042 — около 1099), граф Восточной Англии в 1069—1075 годах, сеньор де Гоэль[6].